# Peterson (Iowa)
Peterson – miasto w Stanach Zjednoczonych, w stanie Iowa, w hrabstwie Clay. W 2000 liczyło 372 mieszkańców.